# U-12 (tàu ngầm Đức) (1935)
U-12 là một tàu ngầm duyên hải  Lớp Type II thuộc phân lớp Type IIB được Hải quân Đức Quốc Xã chế tạo trước Chiến tranh Thế giới thứ hai sau khi bãi bỏ những điều khoản của Hiệp ước Versailles vốn cấm Đức sở hữu tàu ngầm. Những tàu ngầm Type II vốn quá nhỏ để có thể tiến hành các chiến dịch cách xa căn cứ nhà, nên U-12 đã đảm nhiệm vai trò tàu huấn luyện tại các trường tàu ngầm Đức. Được huy động do tình trạng thiếu hụt tàu ngầm sau khi xung đột bùng nổ, nó thực hiện hai chuyến tuần tra trước khi bị đắm trong eo biển Manche do trúng thủy lôi vào tháng 10, 1939.

## Thiết kế và chế tạo
Phân lớp Type IIB là một phiên bản mở rộng của Type IIA trước đó. Chúng có trọng lượng choán nước 279 t (275 tấn Anh) khi nổi và 328 t (323 tấn Anh) khi lặn); tuy nhiên tải trọng tiêu chuẩn được công bố chỉ có 250 tấn Anh (254 t). Chúng có chiều dài chung 42,70 m (140 ft 1 in), lớp vỏ trong chịu áp lực dài 28,20 m (92 ft 6 in), mạn tàu rộng 4,08 m (13 ft 5 in), chiều cao 8,60 m (28 ft 3 in) và mớn nước 3,90 m (12 ft 10 in).
Chúng trang bị hai động cơ diesel MWM RS 127 S 6-xy lanh 4 thì công suất 700 mã lực mét (510 kW; 690 shp) để đi đường trường và hai động cơ/máy phát điện Siemens-Schuckert PG VV 322/36 tổng công suất 460 mã lực mét (340 kW; 450 shp) để lặn, hai trục chân vịt và hai chân vịt đường kính 0,85 m (3 ft). Các con tàu có thể lặn đến độ sâu 80–150 m (260–490 ft). Chúng đạt được tốc độ tối đa 12 kn (22 km/h) trên mặt nước và 6,9 kn (12,8 km/h) khi lặn,  với tầm hoạt động tối đa 3.800 nmi (7.000 km) khi đi tốc độ đường trường 8 kn (15 km/h), và 35–42 nmi (65–78 km) ở tốc độ 4 kn (7,4 km/h) khi lặn.
Vũ khí trang bị bao gồm ba ống phóng ngư lôi 53,3 cm (21 in) trước mũi, mang theo tổng cộng năm quả ngư lôi hoặc cho đến 12 quả thủy lôi TMA. Một pháo phòng không 2 cm (0,79 in) cũng được trang bị trên boong tàu. Thủy thủ đoàn bao gồm 25 sĩ quan và thủy thủ.
U-12 được đặt hàng vào ngày 20 tháng 7, 1934, rõ ràng là một vi phạm Hiệp ước Versailles do điều khoản cấm Đức sở hữu tàu ngầm. Nó được đặt lườn tại xưởng tàu của hãng Germaniawerft tại Kiel vào ngày 20 tháng 5, 1935, hạ thủy vào ngày 11 tháng 9, 1935, chỉ vài tuần sau khi Thỏa thuận Hải quân Anh-Đức được ký kết. Nó nhập biên chế cùng Hải quân Đức Quốc Xã vào ngày 30 tháng 9, 1935 dưới quyền chỉ huy của Hạm trưởng, Đại úy Hải quân Werner von Schmidt.

## Lịch sử hoạt động
U-12 đã đảm nhiệm vai trò tàu huấn luyện tại các trường tàu ngầm Đức. Được huy động do tình trạng thiếu hụt tàu ngầm sau khi xung đột bùng nổ, nó thực hiện được hai chuyến tuần tra trong chiến tranh. Con tàu mất tích sau khi rời Wilhelmshaven vào ngày 23 tháng 9, 1939 để hoạt động trong eo biển Manche. U-12 được báo cáo là mất tích vào ngày 20 tháng 10 khi không quay trở về căn cứ, và được cho là đã đắm vào khoảng ngày 8 tháng 10, 1939 do trúng thủy lôi tại hàng rào thủy lôi Dover-Calais, ở một vị trí gần Dover.
Vị trí chính xác của xác tàu đắm không biết rõ, nhưng ở khoảng 51°10′B 01°30′Đ / 51,167°B 1,5°Đ. Toàn bộ 27 thành viên thủy thủ đoàn trên tàu đều tử trận. Thi thể của Hạm trưởng, Đại úy Hải quân Dietrich von der Ropp, trôi dạt vào bờ biển Pháp gần Dunkirk vào ngày 29 tháng 10 , 1939.
Vào năm 2002, chính phủ Đức chỉ định xác tàu đắm của U-12 là "địa điểm được bảo vệ" theo Luật bảo vệ di sản quân sự 1986. Con tàu đại diện cho mọi con tàu Đức bị mất trong vùng biển thuộc phạm vi quyền tái phán của Anh.